# Прати (Пескара)
Прати (итал. Prati) је насеље у Италији у округу Пескара, региону Абруцо.
Према процени из 2011. у насељу је живело 90 становника. Насеље се налази на надморској висини од 276 м.